# アップル対アップル訴訟
アップル対アップル訴訟（アップルたいアップルそしょう）は、ビートルズが所有したアップル・コア（以下「英アップル」）とコンピュータメーカであるアップルコンピュータ（現・Apple、以下「米アップル」）の間で、商標権をめぐり1978年から2006年にかけて何度か行われた法的係争。イギリスの高等法院は2006年5月8日に米アップルの主張を認める判断を下したが、両社は2007年2月5日まで最終的な合意を公表しなかった。

## 商標をめぐる争いの歴史

### 1978〜1981年
1978年、ビートルズが設立した持株会社であり、そのレコードレーベル「アップル・レコード」の所有者である英アップルは商標権侵害に関する訴訟を米アップルに対して起こした。この訴訟は1981年に決着し、金額は公表されなかったが、英アップル側へ支払いが行なわれた。支払金額は5000万から2億5000万米ドルと見積もられてきたが、後に8万米ドルと判明した。和解の条件として、米アップルは音楽事業へ参入しないことに同意し、英アップルはコンピュータ事業へ参入しないことに同意した。

### 1986〜1989年
1986年、米アップルはそのコンピュータに MIDI 機能と自動録音機能を追加し、さらに有名なシンセサイザーメーカーであるエンソニック (en:Ensoniq) の特製 5503 型サウンドチップを Apple IIGS シリーズに組み込んだ。1989年、これに関して英アップルは1981年の合意に違反しているとして再び訴訟を起こした。この訴訟は、米アップルにいくつかの方針転換を強いることになった。すなわち、非常に利益が見込めた Apple II シリーズのそれ以上の開発、Amiga の競争相手としてマルチメディア分野へ進出するというその時点でのもくろみ、Macintosh シリーズにさらに高度な音楽用ハードウェアを将来内蔵させるという計画、それらはこの訴訟の結果、事実上無に帰した。

### 1991年
1991年、約2650万ドルを英アップルへ支払うという内容を含んだ新しい合意がなされた。この時、米アップルの従業員ジム・リークス (en:Jim Reekes) は Macintosh の OS に Chimes （チャイム）という名前のサンプリングされたシステム用サウンドを搭載しようとしたが、同社の法務部は英アップルとの合意を引き合いに出してそれを禁じた。リークスはサウンドの名前を sosumi に変え、これは音楽とは無関係の日本語だと言い張ったが、実際のところそれは発音上 "so sue me"（さあ訴えてみろよ）と読めるものだった。合意の要点は、"Apple" という語に関する両者それぞれの商標権についてだった。英アップルはあらゆる「主たる内容が音楽となる創作的作品」について Apple という商標を使う権利を保持する。一方米アップルは「その種のコンテンツを複製・実行・再生・ないしは他の方法で送付するために使用される … 物品もしくはサービス」に関して Apple という商標を使用する権利を保持するが、物理メディアによって配布されるコンテンツに関しては保持しない。言い換えれば、米アップルは物理的な音楽素材を製品化・販売・頒布しないことに合意していた。

### 2003〜2006年
2003年9月、英アップルは米アップルを再び訴えた。今回は米アップルの iTunes Music Store の構築と運用における Apple ロゴの使用に関して契約違反があった、すなわち英アップルが主張するところでは、前回の合意を侵犯しているというものだった。合意で使われた言い回しは、今回のケースでは米アップルに有利に働くと見る向きもあったが、英アップルが勝訴した場合、米アップルはより大きな譲歩を迫られ、英アップルは米アップルに対してより大きな影響力を持つかもしれない、あるいは米アップルは iPod 及び関連事業を別法人へ分離させなければならなくなる、と予想する向きもあった。
2006年3月29日、イギリスの高等法院において、一人の裁判官を前に公判は開始された。冒頭の弁論において英アップルの弁護士は、米アップルが iTunes Store で Apple の名前を使う権利の対価として申し出た100万米ドルを、音楽配信が開始される直前の2003年に、英アップルは拒絶したと述べた。
2006年5月8日、法廷は米アップルの主張を認める採決を下した。マン裁判官は「商標についての合意に対する違反は結局立証されなかった」と述べた。
裁判官は合意の 4.3 項を指摘した。
4.3 米アップルの使用分野におけるある種の物品もしくはサービスは、英アップルの使用分野におけるコンテンツを送付可能であることに双方は合意する。その場合、英アップルの楽曲や将来の音楽について述べた 1.3項(i)(ii) が定めるところのコンテンツそのもの若しくはコンテンツに関連するものとして、英アップルの商標を使用する若しくは使用を他へ許諾する独占的権利を英アップルが持つ場合であっても、1.3項(i)(ii) で定める事前録音されたコンテンツを載せた物理媒体（例えばローリング・ストーンズの CD）そのもの若しくは物理媒体に関連するものについて、米アップルの商標を使用する若しくは使用を他へ許諾するものでないならば、複製・実行・再生・あるいは何らかの送付に関して、米アップルの使用分野すなわちソフトウェア・ハードウェア・配信サービスについて述べた 1.2 項が定めるところの品々やサービスそのもの若しくはそれらに関連するものについて、米アップルは自らの商標を使用する若しくは使用を許諾する独占的権利を持つ。
米アップルの（iTunes Store における）使用は、これを根拠に正当化されると裁判官は判断した。
これを受けて、英アップルのマネージャであるニール・アスピノールは、この判決を受け入れないとした上で、「裁判所の判断は真摯に受け止めるものの、裁判官は誤った結論を引き出したと我々は考えている。控訴院へ上訴し、再審理に臨みたい。」と述べた。
判決は、200万英ポンドと見積もられる米アップルの訴訟費用支払うよう英アップルへ命じていたが、この上訴中に150万英ポンドの仮払いを受けるという米アップルの要求を裁判官は却下した。
余談になるがこの時、英国放送協会へ就職面接に来ていたガイ・ゴーマが、IT ジャーナリストのガイ・キュニー (en:Guy Kewney) と人違いされた揚げ句、BBC News 24 の生放送に（この評決に関するコメンテータとして）出演してしまうという珍事があった。
上記のような経緯にもかかわらず、何らかの音楽配信において、ビートルズの全楽曲および、いくつかの未発表曲を完全にデジタルリマスターの上リリースするという計画が、ニール・アスピノールによって発表された。これに関する予定は、まだ確定していない。

### 2007年
2007年1月の Macworld Conference & Expo において、両社の関係改善をうかがわせる兆しが見られた。米アップルの CEO スティーブ・ジョブズが iPhone のプレゼンテーションとデモンストレーションを行なう基調講演でビートルズのコンテンツを繰り返し使って見せた。iTunes Store にビートルズの楽曲が加わるに違いないという期待が高まった。
2007年2月5日、米アップルと英アップルは、その商標をめぐる係争が決着したと発表した。すなわち米アップルが Apple に関する全ての商標を保有し、英アップルに対してはその継続的使用について商標の一部をライセンスする、というものである。この合意は両社間の商標訴訟を終結させるものであり、両社は各々自らの訴訟費用を負担し、米アップルは iTunes において自らの名前とロゴを使用し続けるというものだった。この合意には非公開の条項があるが、当時の新聞記事は、米アップルは英アップルの商標権を総計5億米ドルで買い取ったと報じた。
米アップル CEO のスティーブ・ジョブズはこの合意に関して、「われわれはビートルズを愛しており、その商標をめぐって争っていることにずっと胸を痛めていた。将来また争いになる懸念がない形でこの件を円満に解決でき、とてもうれしく思う」とコメントした。
もう一方の当事者として英アップルのニール・アスピノールは、「この件を片付けて前へ進めるようになったのは素晴らしいことだ。これからわれわれが歩む道はわくわくするようなものになるだろう。米アップルのますますの発展を願い、この先も末永い協調関係が続くことを期待する」とコメントした。
2007年、英アップルは EMI と長らく続けていた別の係争を決着させたこと、またニール・アスピノールが退職し後任がジェフ・ジョーンズ (:en:Jeff Jones) になったことを発表した。ビートルズの楽曲を iTunes Store で入手できるようになるのではないかというマスメディアの期待はさらに高まった。
2007年9月はじめ、新製品である iPod touch、第6世代 iPod、および iPhone の値下げに関する米アップルのプレスリリースは “The Beat Goes On”（ビートはまだ続く）というタイトルがつけられた。これは解散前のビートルズが最後のプレスリリースにつけたタイトルである。iTunes Store でビートルズのコンテンツは未だ入手できないが、ソロメンバーの作品はこのサービスでアクセス、ダウンロード可能である。ポール・マッカートニーがローリング・ストーン誌で語ったところでは、2008年の第1四半期中には iTunes Store にビートルズの楽曲がリリースされるとのことだったが、その時点では実現しなかった。

### 2008〜2010年
2008年夏、ブルーミングデールズは、ビートルズのアルバムやメンバーの写真を印刷したTシャツやポスターといった新製品をリリースした。これは英アップルとの契約に従った上でのものである。さらにブルーミングデールズは、ビートルズの全 13 枚の CD アルバムをつけた限定版ビートルズ iPod ボックスセットを製作した。事前の報道とは異なり、彫刻が施されたその iPod にビートルズの楽曲は入っていなかった 。
2009年4月7日にアップル・レコードからの話としてロイターが報じたところによると、4年間にわたる作業の末、オリジナルとなるイギリスのビートルズの全楽曲について、デジタルリマスターが完了し、2009年9月9日のリリース日をもって各CD、ボックスセットが入手可能になるとのことだった。その記事によると、それらの楽曲は「近い将来オンラインで入手できるということにはならないが、デジタルリマスターによってそれに一歩近づいたと広く見られている。」 2009年9月、EMI の代表者がフィナンシャル・タイムズに語ったところによると、米アップルとの合意はまだ成立していないとのことである。
2010年11月16日、米アップル、EMI、英アップルの3社は、iTunes Store にて『ビートルズ』の楽曲を音楽配信するとプレスリリースで発表し、即日音楽配信が開始された。